# یکای پول پورتوریکو

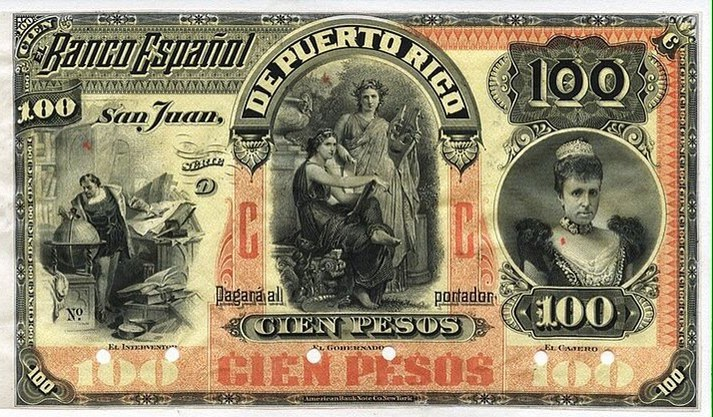
پول پورتوریکو

یکای پول پورتوریکو (به انگلیسی: Currencies of Puerto Rico) (به زبان بومی: Peso Puertorriqueño) یکای پول رایج در کشور پورتوریکو است. مسئولیت کنترل این یکای پول برعهدهٔ بانک مرکزی پورتوریکو قرار دارد. 